# Glitter & Gold
Glitter & Gold è un singolo della cantante britannica Rebecca Ferguson, pubblicato il 29 aprile 2012 come terzo estratto dall'album in studio di debutto Heaven.

## Descrizione
Il singolo è stato scritto dalla stessa Ferguson, Paul Barry e Alex Smith e prodotto da quest'ultimo insieme a Mark Taylor.

## Tracce
1. Glitter & Gold - 3:28

## Video musicale
La versione live del brano ha debuttato il 19 gennaio 2012 sulla pagina ufficiale di YouTube della cantante. Il video musicale ufficiale ha, invece, debuttato il 13 aprile 2012. Il video mostra Rebecca durante una festa che si aggira tra i presenti, apparentemente dando consigli, che si trasformano in sagome di cartone di se stessi e la cantante è lì per aiutarli a fare una scelta: “Cosa è più importante della loro vita, la felicità o la ricchezza?”.

## Successo commerciale

### Austria e Svizzera
Il singolo è entrato in classifica sia in Austria sia in Svizzera. In Austria la sua permanenza è stata di sole tre settimane dato che, dopo aver debuttato alla posizione numero 62, è riuscito a raggiungere la 54ª e la 64ª posizione per poi uscire dalla classifica. In Svizzera è rimasto in classifica per sei settimane: dopo l'esordio alla 54ª posizione, entra in top 50 alla 36ª posizione, scendendo in seguito alla 45ª, per poi risalire alla 40ª. Esce dalle prime 50 posizioni, approdando alla 63ª e poi alla 74ª; la settimana seguente il singolo non sarà più in classifica.

### Italia
Nonostante Glitter & Gold abbia avuto uno scarso successo in vari paesi europei, ha conseguito un buon successo in Italia. Pur non essendo mai entrato in top 20, il singolo ha venduto di più rispetto al singolo precedente Nothing's Real But Love (che aveva raggiunto la 15ª posizione) ed è riuscito a conseguire il disco d'oro per le 15 000 copie vendute quattro settimane prima dell'altro brano. Il brano dopo aver debuttato alla 76ª posizione, compie un salto di 31 posizioni e approda alla 45ª. Nelle tre settimane successive continua a salire raggiungendo la 36ª, la 32ª e la 31ª posizione:. In seguito scende alla 34ª posizione, dove rimane anche nella settimana successiva, risale alla 31ª per poi riscendere alla 33ª. Dopo essere sceso ulteriormente alla 38ª posizione, nelle due settimane successive salirà alla 36ª e alla 35ª. Le due settimane seguenti raggiunge la 40ª e la 44ª posizione. La sua permanenza in top 50 si chiude dopo aver raggiunto la 40ª e la 48ª posizione.
Diventa poi la canzone per la pubblicità delle Gioiellerie Stroili con la supermodella Isabeli Fontana, permettendole di risalire alla 37ª posizione e in seguito alla 30ª (risultato migliore del brano) per poi riscendere alla 83ª.

## Classifiche
| Classifica (2012) | Posizione massima |
| ----------------- | ----------------- |
| Austria           | 51                |
| Brasile           | 93                |
| Germania          | 68                |
| Italia            | 30                |
| Regno Unito       | 116               |
| Svizzera          | 36                |